# Vule Avdalović
Vule Avdalović (serbisch-kyrillisch Вуле Андаловић; * 24. November 1981 in Gacko) ist ein serbischer Basketballspieler.

## Karriere
Avdalović gab sein Profidebüt in der Saison 1998/1999 bei Partizan Belgrad, wo er bis zum Ende der Saison 2004/2005 spielte. Mit Belgrad gewann er 2002 die jugoslawische Meisterschaft und den Pokal sowie 2003, 2004 und 2005 die serbische Meisterschaft. Im Sommer 2005 ging er nach Spanien, wo er vier Jahre bei Pamesa Valencia unter Vertrag stand. Zur Saison 2009/2010 wechselte innerhalb der spanischen Liga zu Lucentum Alicante, im Jahr darauf spielte er für Cholet Basket in Frankreich und gewann den französischen Super Cup 2011. In der vergangenen Saison spielte er unter Cheftrainer Saša Obradović bei BC Donezk in der Ukraine, mit denen er ukrainischer Meister 2012 wurde. In Donezk sammelte er in 14 Spielen im Eurocup durchschnittlich 11,4 Punkte, 3,6 Assists und 2,8 Rebounds. In 49 Spielen in der ukrainischen Liga erzielte er im Schnitt 11,4 Punkte, 4,2 Assists und 3,4 Rebounds.
Für die Saison 2012/2013 erhält der 30-jährige serbische Guard einen Einjahresvertrag plus Option auf eine weitere Saison bei ALBA Berlin. In der ersten Runde der Euroleague Saison 2012/2013 beim Heimspiel gegen Unicaja Málaga im Dezember 2012 verdrehte sich Vule Avdalovic das linke Knie und zog sich einen Kreuz- und Innenbandriss zu. Aufgrund der Verletzung fiel Avdalović bis Saisonende aus und absolvierte kein weiteres Spiel für Alba Berlin in dieser Saison.
Avdalović nahm an der U20-Europameisterschaft 2000 sowie an der Herren-Europameisterschaft 2003, den Olympischen Spielen 2004 und den Weltmeisterschaften 2006 teil.